# 西田収三
西田 収三（收三、にしだ しゅうぞう、1854年7月19日（安政元年6月25日） - 1925年（大正14年）6月19日）は、日本の政治家、衆議院議員（2期）。

## 経歴
越中国新川郡舌山新村(のち富山県下新川郡若栗村→桜井町、現・黒部市)出身。漢学と英語を学ぶ。生家は地主で酒造業を営んだ。学務委員、若栗村外二十三ヶ村戸長、同村会議員、下新川郡会議員となる。
1898年3月の第5回衆議院議員総選挙において富山2区から進歩党公認で立候補して当選する。同年8月の第6回衆議院議員総選挙では憲政本党公認で立候補して再選した。衆議院議員を2期務め、1902年の第7回衆議院議員総選挙は不出馬。1925年に死去した。